# Roger Wickson
 (signalé en mai 2025).
Si vous disposez d'ouvrages ou d'articles de référence ou si vous connaissez des sites web de qualité traitant du thème abordé ici, merci de compléter l'article en donnant les références utiles à sa vérifiabilité et en les liant à la section « Notes et références ».
- Archive Wikiwix
- Bing
- Cairn
- DuckDuckGo
- E. Universalis
- Gallica
- Google
- G. Books
- G. News
- G. Scholar
- Persée
- Qwant
- (zh) Baidu
- (ru) Yandex
- (wd) trouver des œuvres sur Wikidata

Roger Wickson est un patineur artistique canadien, double champion du Canada en 1949 et 1950.

## Biographie

### Carrière sportive
Roger Wickson est double champion du Canada en 1949 et 1950.
Il représente son pays à trois championnats nord-américains (1947 à Ottawa, 1949 à Philadelphie et 1951 à Calgary) et aux mondiaux de 1950 à Londres. Il n'a jamais participé aux Jeux olympiques d'hiver.
Il quitte les compétitions sportives après les championnats nord-américains de 1951.

## Palmarès
| Compétition                     | 1946 | 1947 | 1948 | 1949 | 1950 | 1951 |
| Jeux olympiques d'hiver         |      |      |      |      |      |      |
| Championnats du monde           |      |      |      |      | 8e   |      |
| Championnats d'Amérique du Nord |      | 6e   |      | 4e   |      | 8e   |
| Championnats du Canada          | 3e   |      | 2e   | 1er  | 1er  | 2e   |